# Якутская Автономная Советская Социалистическая Республика
Якутская Автономная Советская Социалистическая Республика (Якутская АССР, ЯАССР, якут. Саха автономнай сэбиэскэй социалистическэй республиката, Саха АССР) — автономная республика в составе РСФСР. Существовала в 1922—1990 годах. Столица — город Якутск.
Была расположена в бассейне рек Лены, Анабара, Оленёка, Яны, Индигирки и в низовьях Колымы, на севере — побережье моря Лаптевых и Восточно-Сибирского моря и Новосибирские острова. Более 40 % территории этой автономной республики находилось за Полярным кругом.

## История
ЯАССР образована в составе РСФСР 27 апреля 1922 года на территории Якутской губернии без района Нижней Тунгуски, который вошёл в состав Киренского уезда Иркутской губернии; республика также включила в себя Хатанго-Анабарский район Енисейской губернии, Олёкминско-Сунтарскую волость Киренского уезда Иркутской губернии и все острова Северного Ледовитого океана, расположенные между меридианами 84° и 140½° восточной долготы. Большую роль в образовании Якутской автономной республики сыграли Максим Аммосов вместе с Платоном Ойунским и Исидором Бараховым. 
В годы Великой Отечественной войны более 50 тыс. жителей ЯАССР воевали на фронтах, а 25 из них были удостоены звания Героя Советского Союза. Были также подразделения, укомплектованные преимущественно жителями республики, ныне, например, одна из улиц Старой Руссы носит название в память о таком подразделении — Якутских стрелков.
1 августа 1954 года в результате исследований Н. Н. Сарсадских и Л. А. Попугаевой в приустьевой части ручья Дьяха, левого притока реки Далдын, был найден алмаз первой в Советском Союзе кимберлитовой трубки «Зарница». 13 июня 1955 года поисковым отрядом Ю. И. Хабардина была открыта трубка «Мир», 15 июня 1955 года отрядом В. Н. Щукина – трубка «Удачная», положившие начало алмазодобывающей промышленности в СССР. 
Для создания энергетической базы алмазодобывающей промышленности в Якутии в 1955-1964 годах шло строительство Вилюйской ГЭС – первой в мире гидроэлектростанции на вечной мерзлоте. Другим важным событием для экономики республики стала разработка Нерюнгринского месторождения коксующегося угля. С 1975 г. началось формирование Южно-Якутского территориально-производственного комплекса.
В 1976 году началось строительство Амуро-Якутской железнодорожной магистрали (участок Тында — Нерюнгри). Уже в 1984 году было открыто пассажирское движение до города Нерюнгри.
27 сентября 1990 года Верховный Совет Якутской АССР объявил о преобразовании автономии в Якутскую-Саха Советскую Социалистическую Республику в составе РСФСР. 24 мая 1991 года Съезд народных депутатов РСФСР утвердил данное название, внеся поправку в ст. 71 Конституции РСФСР 1978 года.

27 декабря 1991 года Верховный Совет Якутской-Саха ССР принял постановление о переименовании республики в Республику Саха (Якутия). Законом от 21 апреля 1992 года Съезд народных депутатов Российской Федерации внёс новое наименование республики в российскую Конституцию.

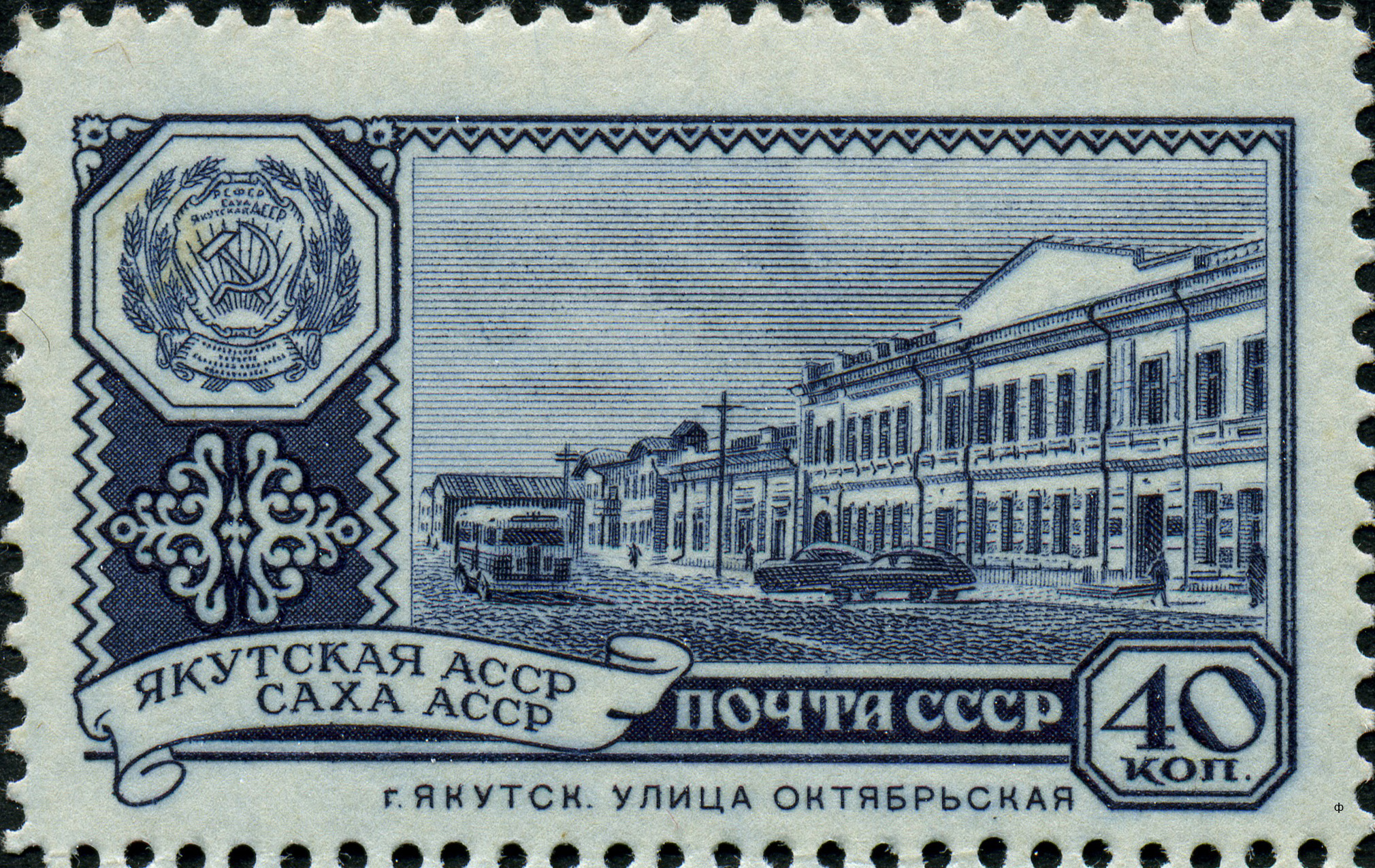
Якутская АССР, г. Якутск, улица Октябрьская, марка СССР 1960 года

## Экономика

Флаг 1954—1978 гг.

Флаг 1978—1982 гг.

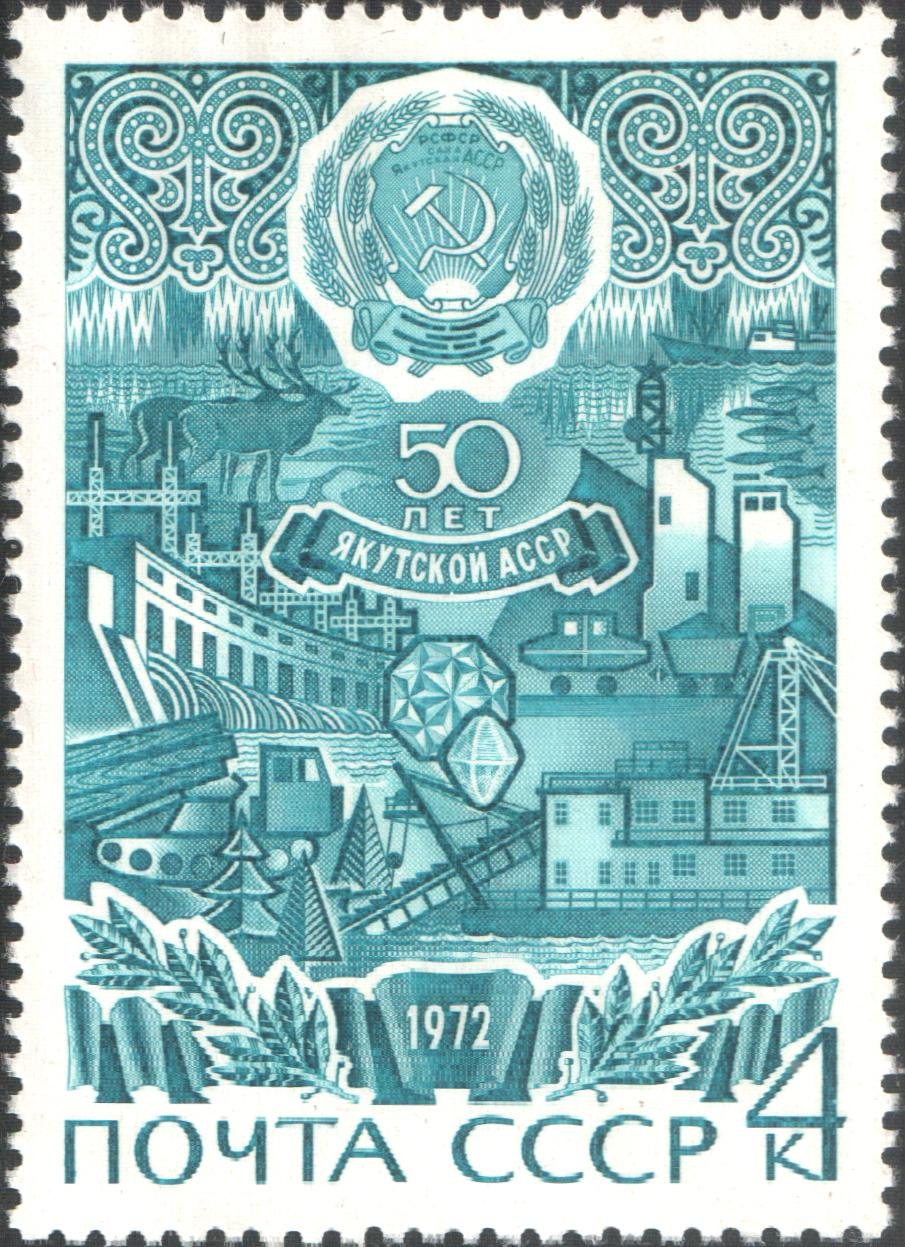
Марка «50 лет Якутской АССР». Почта СССР 1972 г.

С 1920-х годов на территории ЯАССР началась разработка золотоносных алданских месторождений, возник Алданский золотопромышленный район. 
В 1930-е годы началась эксплуатация Северного морского пути, в устье реки Лена был выстроен морской порт Тикси. До середины 1950-х годов на территории республики действовали исправительно-трудовые лагеря Дальстроя: Алданстрой, Индигирлаг, Зырянлаг, Янстройлаг, Янлаг, Янское ГУ-ИТЛ и ЛО Ожогино; ГУЛАГа: Джугджурлаг, Алданлаг, Алданский ИТЛ № 11; Немнырлаг. 
В 1950-е годы с открытием алмазоносных месторождений на западе республики (кимберлитовые трубки Мир, Удачная) была создана мощная алмазодобывающая промышленная инфраструктура. В 1960-х годах на юге республике была открыта Эльконская группа месторождений урановых руд. В 1970-х в республику пришла ветка БАМа до Беркакита (по направлению на Нерюнгринское угольное месторождение и Эльгинское угольное месторождение Южно-Якутского угольного бассейна). В ходе геологических работ на территории республики с 1974 по 1987 год было произведено 12 мирных подземных ядерных взрывов. 
По экономическому районированию СССР республика относилась к Дальневосточному экономическому району.

## Население
Национальный состав к началу 1979 года (чел.):
- русские — 430 тыс.
- якуты — 314 тыс.
- украинцы — 46 тыс.
- эвенки — 11,6 тыс.
- эвены — 5,8 тыс.
- другие — .

Численность населения
| год  | чел.       |
| ---- | ---------- |
| 1926 | 289 тыс.   |
| 1931 | 308,4 тыс. |
| 1959 | 488 тыс.   |
| 1978 | 842 тыс.   |
| 1988 | 963 тыс.   |
| 1989 | 1 094 065  |

## Награды
- Орден Ленина. 1 октября 1957 г. Якутская АССР Указом Президиума Верховного Совета СССР за достигнутые успехи якутского народа в хозяйственном и культурном строительстве и в ознаменование 325-летия добровольного вхождения Якутии в состав Российского государства награждена орденом Ленина.
- Орден Октябрьской революции. 26 июня 1972 года в связи с 50-летием образования Якутской АССР награждена орденом Октябрьской Революции.
- Орден Дружбы Народов (1972).